# مانويل أوروزكو إي بيرا
مانويل أوروزكو إي بيرا هو مؤرخ وسياسي مكسيكي، ولد في 8 يونيو 1816 في مدينة مكسيكو في المكسيك، وتوفي بنفس المكان في 27 يناير 1881. انتخب عضو مجلس النواب المكسيك ‏.